# Bart Simpson
Bartholomew «Bart» J. Simpson (Bartolomeo «Bart» J. Simpson en Hispanoamérica) es uno de los protagonistas de la serie de televisión de dibujos animados Los Simpson. Bart tiene diez años y es el primogénito y único hijo varón de Homer y Marge Simpson. Es el hermano mayor de Lisa y Maggie.
Este personaje fue creado improvisadamente por Matt Groening y debutó en el corto Good Night de El show de Tracey Ullman el 19 de abril de 1987, originalmente, con la voz de Nancy Cartwright. En Hispanoamérica, Bart ha sido siempre doblado por Marina Huerta, salvo por un lapsus entre la novena y la decimoquinta temporada, donde fue interpretado por Claudia Motta, quien interpretó una canción en el episodio "Krusty the Clown" de la trigésima temporada y retomó al personaje en su totalidad a partir de la trigesimosegunda temporada, mientras que en España Sara Vivas le ha puesto regularmente su voz.
Bart es uno de los personajes principales de la serie y ha resultado ser uno de los más conocidos en la historia de la animación en la televisión estadounidense. La revista Time consideró a Bart como el cuadragésimo sexto personaje (de cien) más influyente del siglo XX; la revista norteamericana TV Guide le otorgó el undécimo lugar (junto a Lisa) en la lista de los «50 mejores personajes de dibujos animados de todos los tiempos» y el Entertainment Weekly nombró a Bart el «artista del año» en 1990. Cartwright ha recibido varios premios por dar su voz a Bart, incluyendo el premio Emmy por la voz de doblaje más destacada en horario de máxima audiencia en 1992 y el premio Annie por su «interpretación en el campo de la animación» en 1995.

## Papel enLos Simpson
Bart es el problemático de la familia. Su rol principal es el de hacer travesuras, además de meterse él mismo en líos o a los demás, y así generar tramas para los episodios. Su presencia en la familia también plantea los problemas típicos que conlleva la convivencia de dos hermanos de poca diferencia de edad que suelen contrastar en sus intereses personales. Bart refleja el típico preadolescente rebelde que empieza a sentirse mayor y quiere deshacerse de la vigilancia de sus padres, cosa que rara vez consigue. Los guionistas de la serie lo tratan como el protagonista de la misma, por lo que pocas veces es castigado por las malas acciones que comete, sobre todo defendiéndolo bajo la protección de una madre excesivamente cariñosa.
Su papel en la escuela consiste en llegar a ser el más popular a través de las travesuras, la opresión, la rebelión y la mofa hacia los alumnos más inteligentes y aplicados, representando el estereotipo estadounidense del chico «buena onda» de la escuela, intolerante, irrespetuoso y con pocas ambiciones.
Bart es el personaje que más coletillas (citas célebres) ha dicho en la serie, pero sus pronunciaciones se han ido reduciendo debido a su explotación en la comercialización de la serie. Su frase más famosa es «Eat my shorts», fruto de una improvisación de la actriz del doblaje original. Otra expresión que también solía utilizar bastante era «Don't have a cow», que a lo largo de la serie ha sido reciclada de muchas maneras. También tiene la costumbre de sazonar sus intervenciones con el vocativo informal «man» (tío -España; viejo - México) especialmente después de las dos frases anteriores, en imitación a las jergas suburbanas norteamericanas. También usa una expresión de sorpresa de origen hispano: «Ay, caramba!». Alguna vez ha gritado «Cowabunga» en señal de que va a realizar alguna acción temeraria o extremadamente divertida. Una de las expresiones que más utiliza es "¡Multiplícate por cero!", usada principalmente para burlarse de su padre o del director Skinner. Otra muletilla que ha explotado bastante, que lo catapultó en cierta ocasión a la fama, fue «I didn't do it».
En un capítulo de la serie se explica que su ignorancia y tendencia a hacer travesuras se deben a que, durante su gestación, Marge, estando presente en la inauguración de un barco, bebió por accidente una gota de champaña que, a través de su estómago, hizo efectos sobre el embrión, provocando que se grabara en su cerebro su característica frase «¡Ay, caramba!» y se despertara viendo dónde podía hacer travesuras.

## Biografía
Marge quedó embarazada de Bart cuando salía con Homer y aún era soltera. Lo engendraron dentro de un castillo de un minigolf donde Homer trabajaba. Con este hecho Homer le pide matrimonio a Marge y se casan; sin embargo, debido a la crisis de desempleo y peor aún con la llegada de su hijo, Homer ahorra dinero para ella y su futuro hijo. Con un presupuesto ajustado, ambos se fueron a vivir a un piso en el centro de Springfield.
En el capítulo «I Married Marge» donde sucede todo lo anteriormente mencionado, la historia de la fecundación de Bart sucede en 1980 y los nueve meses de embarazo de Marge señalan que fue el 23 de febrero de 1981( se nos menciona en el capítulo de union futurama-Simpson), por lo que es tres años mayor que su hermana Lisa, que nació en 1984 (a pesar de que en la serie ambos son mostrados siempre con una diferencia de dos años de edad). Desde su nacimiento resultó ser un niño muy inquieto y juguetón; su primera travesura la realizó justo después de nacer, quemándole la corbata a Homer con un mechero. Pronto desarrolló hiperactividad y mantuvo excesivamente ocupados y estresados a sus padres. Tanto fue así, que exigía que sus padres estuvieran constantemente pendientes de él, llegando a dejar de lado a Lisa recién nacida.
Cuando se fueron a vivir a la casa actual, Bart tuvo celos de su hermana; creía que sus padres querían más a Lisa que a él. Bart intentó en varias ocasiones librarse de Lisa sin éxito, o hacerla más desagradable a la vista, cosa que acababa con su pertinente castigo, hasta que llegó a plantearse huir de casa. Pero la primera palabra de Lisa, su nombre, lo retuvo en casa y desde entonces empezó a protegerla. En su primer día de colegio, Bart cometió una payasada, marcándolo así de por vida, y empezó a desarrollar su antagonismo con el director Skinner. Durante sus años de escuela, Bart sacaba buenas notas, pero así como avanzaba en primaria sus notas fueron empeorando progresivamente, debido a su falta de atención y su «gen Simpson» (un gen que afectaba a los varones Simpson haciéndoles tontos, inútiles e idiotas; en cambio las mujeres de la familia Simpson eran genios o personas muy reconocidas por su conocimiento y grandes logros para el beneficio de la humanidad, dado que por ser mujeres el gen Simpson no les afectaba salvo a la media hermana de Homer, a la que fue transmitido el gen por el abuelo Simpson).

### Vida cotidiana
Bart es un niño al que no le gusta estudiar, pero asiste con regularidad a la escuela. Prefiere pasar su tiempo libre fuera de casa, desatendiendo sus tareas escolares, socializando con sus amigos, montando en skate y planeando bromas o travesuras con su mejor amigo Milhouse o con chicos mucho mayores que él. Le gusta pintar con spray con mucha destreza, por lo que le gusta ir haciendo grafitis por las paredes de la ciudad. Springfield está plagada de grafitis realizados por él, que incluso firma con el nombre de «El Barto», su nombre españolizado.
Le gusta pasarse por la tienda de cómics y coleccionar historietas de Radioactive Man, su superhéroe preferido. Su programa preferido es El Show de Krusty el payaso, que emite su serie de dibujos animados favorita, Itchy & Scratchy y es un gran consumidor de los productos derivados de ambos programas. En cualquier caso, también dedica tiempo a sus familiares realizando alguna salida con ellos, escuchando las historias de sus padres o participando en actividades domésticas.

## Personaje

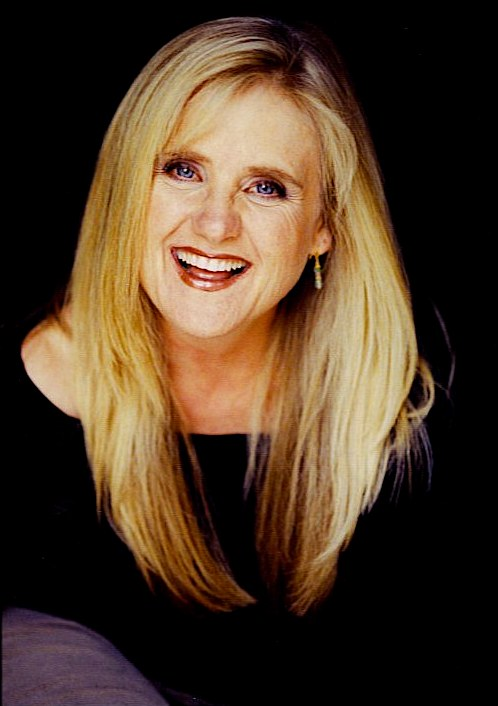
En la versión original, Nancy Cartwright da voz a Bart desde 1987

Bart es un niño de diez años travieso, simpático, un poco egoísta y malcriado con una gran energía. En la escuela, discrimina a los niños más inteligentes que él y se junta con los más gamberros, cosa que le provoca numerosos castigos. Esto le suele causar dilemas cuando se ve forzado a defender a su hermana «cerebrito» en público y todos se ríen de él.
También, como jovenzuelo piensa que «las chicas dan asco» y, aunque no desdeña buscar el amor, prefiere que no le vean relacionándose con ellas. Bart también es reacio a darle muestras de cariño y afecto a su hermana, aunque la quiere incondicionalmente, y Lisa se las suele sonsacar a regañadientes como parte de chantajes o tratos. Los rasgos más destacados del carácter de Bart son su picardía, rebeldía, falta de respeto por la autoridad, ingenio agudo y su capacidad de liderazgo. Por ello, su mejor amigo es Milhouse, el típico niño mimado y fácilmente dominable, que hace que Bart se sienta mucho más popular.
Su relación con sus padres parece estar constantemente en el inicio de su ruptura confidencial para demostrar que no necesita mucha atención adulta y demostrar que es mayor. Por eso, se muestra bastante reservado con ellos y prefiere buscar consejos o apoyo en su hermana o en Milhouse, antes que en sus padres. Pero Marge, como madre atenta y observadora, sabe cuándo Bart necesita ayuda adulta y, si no es ella, manda a Homer a hablar con el niño. De todas maneras, Bart ha dado muestras de cariño y atención a sus padres y es con Homer con quien más conecta a un nivel psíquico, ya que ambos comparten sus gustos por la televisión, la holgazanería y las acciones realmente estúpidas. De todas maneras, Homer suele descargar toda su ira contra Bart cuando se le agota la paciencia y lo estrangula. Aparte de esto, Homer y Marge no creen que la violencia forme parte de la educación adecuada de un niño, por lo que nunca le han puesto la mano encima, a pesar de todas sus travesuras y bromas pesadas (contando también que Homer tiene la brutal costumbre de estrangularlo). Sus métodos de corrección más comunes son castigos o traslados a sitios que tratan de rectificar la mala conducta (generalmente es su padre quien lo castiga enviándolo a su habitación aunque en un capítulo también su madre hizo lo propio luego de destruir un centro de mesa que su hermana Lisa había elaborado).
Sin embargo, Bart también ha demostrado ser un niño tierno y sensible, por ejemplo, con su cariño hacia los animales, o cuando ha tenido que ayudar o defender a su hermana menor.
Bart tiene la apariencia de un niño sano y enérgico de diez años. Su pelo puntiagudo le da la apariencia de rebelde y gamberro, así como el que a veces lleve una gorra roja con la visera por detrás y una resortera sobresaliendo de algún bolsillo. Generalmente viste una camiseta naranja, pantalones azules y unos Converse del mismo color. Tiene un traje azul marino para los domingos y su pijama es verde con un estampado de caras de Krusty el payaso, su mayor ídolo televisivo.

### Creación

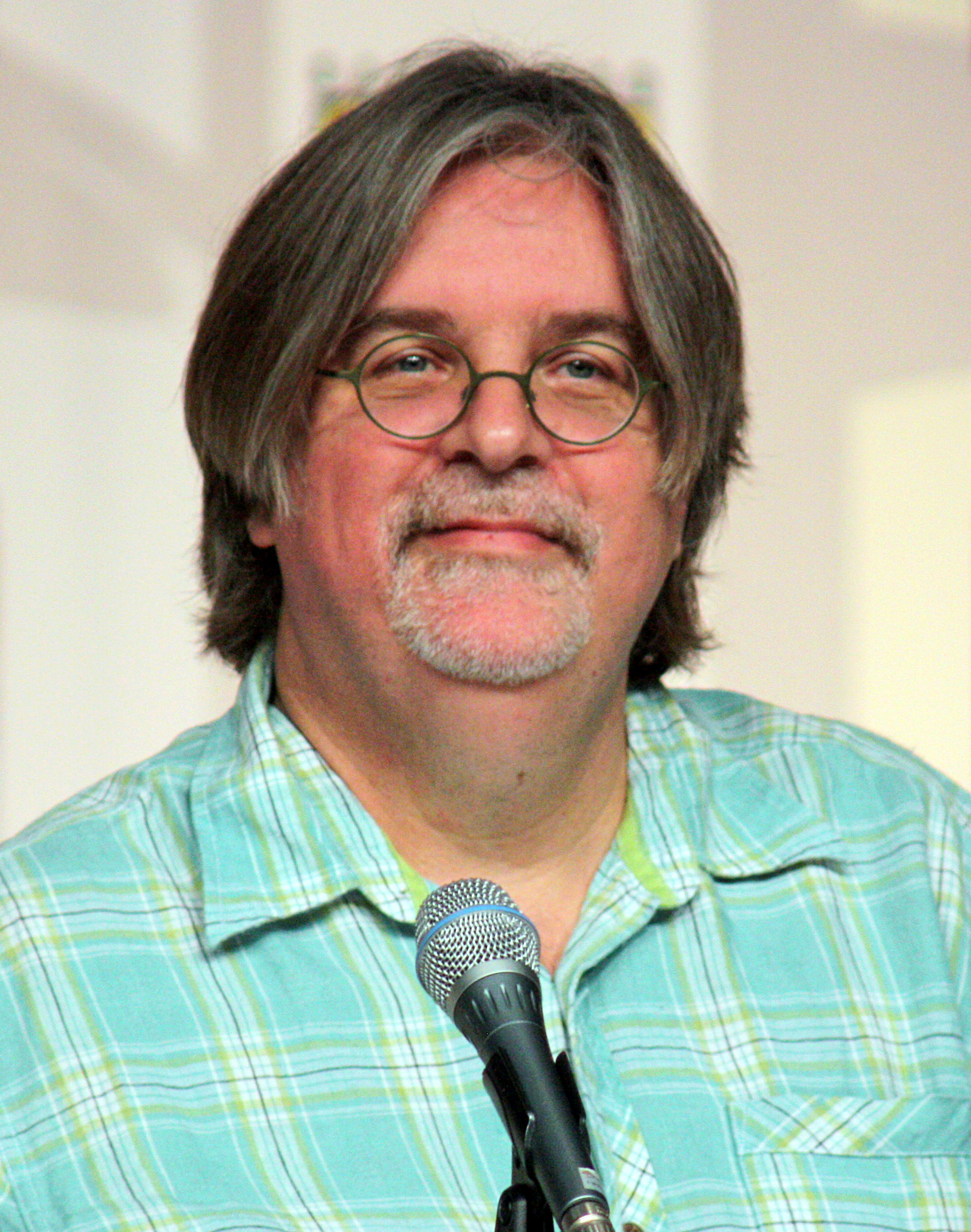
Matt Groening, creador de Los Simpson

Matt Groening había sido contratado para la creación de una serie de cortos animados y, pensando que si presentaba su tira cómica de Life in Hell perdería los derechos de autor sobre ella, pensó que debería proponer otro concepto, como las vivencias de una familia disfuncional. Así, Groening improvisó un boceto del clan Simpson en el vestíbulo de la oficina de James L. Brooks y nombró los personajes como sus propios familiares. En el caso del hijo mayor, para no nombrarlo como él y que la referencia resultara evidente, optó por Bart, un anagrama de «brat», que en inglés significa «mocoso». Además, este nombre en boca de Homer y repetido de manera furiosa ayudaba a que la caracterización del patriarca se pareciera a la de un perro (la onomatopeya de un ladrido de perro en inglés es «barf», que guarda una gran similitud con el nombre de Bart). La familia fue concebida de tal manera que cada miembro tendría siluetas y características exclusivas. El pelo puntiagudo de Bart, con nueve puntas, saliendo directamente de la cabeza se convirtió en una característica distintiva de Bart, cuando se fueron eliminando con el paso de las primeras temporadas los niños del fondo diseñados con el mismo pelo.
Groening concibió a Bart como una versión exagerada del famoso estereotipo de chico travieso y rebelde, fusionando todos los rasgos extremos de personajes como Tom Sawyer y Huckelberry Finn en un solo personaje. Mark Groening, el hermano mayor de Matt, proporcionó la mayor parte de la inspiración para el personaje de Bart. Originalmente, Bart se concibió como un joven «mucho más moderado, afectado por una angustia existencial que le serviría de conciencia», pero esto se descartó a favor de la actuación más agresiva de Cartwright. Groening también apuntó que la premisa de Dennis the Menace (literalmente, «Dennis la amenaza», traducido al español como Daniel el travieso) tremendamente decepcionante, por lo que decidió darle a Bart las características que le convertirían genuinamente en una amenaza, siendo el tirachinas un elemento inspirado en esta versión suavizada de gamberro.

### Desarrollo
El personaje de Bart ha evolucionado de manera equivalente a la de Homer. Su desarrollo se ha basado simplemente en ir exagerando su comportamiento y sus gamberradas como manera de buscar nuevas ideas en la misma línea. Sus travesuras primeramente afectaban a nivel familiar o incluso local, pero su envergadura acabó abarcando todos los Estados Unidos e incluso otras naciones. En las primeras temporadas, Bart no tiene ningún cargo psicológico por las gamberradas que realiza, pero así como avanza la serie, empiezan a figurar episodios donde Bart desarrolla cierta conciencia, culpabilidad o remordimientos. También cabe mencionar que en las dos primeras temporadas, los productores de la serie se encargaron de hacer a Bart el personaje más importante y sobresaliente de la serie, centrando muchas de las tramas con sus problemas y travesuras. Pero así como avanzaba la serie, Homer se ganó ser el centro de atención, mientras que últimamente los productores afirman que enfocan la atención de la serie en todo el conjunto familiar.

### Voz y doblaje

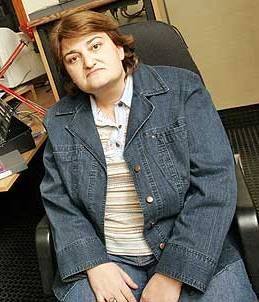
Sara Vivas ha dado su voz a Bart Simpson en el doblaje de España en todas las temporadas de la serie

Mientras que los papeles de los personajes adultos fueron adjudicados a actores que ya colaboraban en el Tracey Ullman Show, se convocó una audición para encontrar las actrices que interpretaran a los niños. Inicialmente, se le pidió a Yeardley Smith que probara de doblar a Bart, pero la directora de la audición, Bonita Pietila creía que tenía un registro demasiado agudo. Smith reconoció que sonaba más a una niña con solo pronunciar la frase «¡Gracias por venir!», así que le otorgaron el papel de Lisa. El 13 de marzo de 1987, Nancy Cartwright audicionó para el papel de Lisa, a quien se la habían descrito como una «niña tranquila» que no tenía mucha personalidad. Cartwright se interesó por el papel de Bart, que encontraba mucho más interesante. Groening le dejó probar en ese registro y, al haberla oído, le concedió el trabajo.
De todo el reparto de actores de voz original, Cartwright es la única que se ha formado profesionalmente. En el 2007, la actriz apuntó que la voz de Bart «es de las más fáciles que hace», puesto que también dobla otros personajes jóvenes secundarios. Describió a Bart como «profundamente deprimido» pero «un buen chico» al fin y al cabo. «Simplemente es travieso. No es malo, como personajes que han aparecido después de él. [...] Bart puede hacer cosas desagradables, pero parecen tan dóciles, incluso para los estándares de hoy en día». Cartwright, tradicionalmente, hace cinco o seis lecturas de cada frase para ofrecerle a los productores más material con el que trabajar.
La coletilla «Eat my shorts» fue una improvisación de Cartwright en una de las primeras lecturas, recordando un incidente que presenció en el instituto. Cartwright participaba en la banda del instituto de Fairmont y un día, mientras ensayaban, el grupo se puso a cantar «Eat my shorts» en vez del lema «Fairmont West! Fairmont West!».
En España, Bart es doblado por Sara Vivas y en Hispanoamérica hasta la novena temporada (incluida) fue doblado por Marina Huerta, más tarde fue reemplazada hasta la decimoquinta temporada (incluida) por Claudia Motta y el papel fue retomado de nuevo por Huerta hasta la trigésimosegunda temporada cuando el papel fue retomado por Motta.

## Recepción

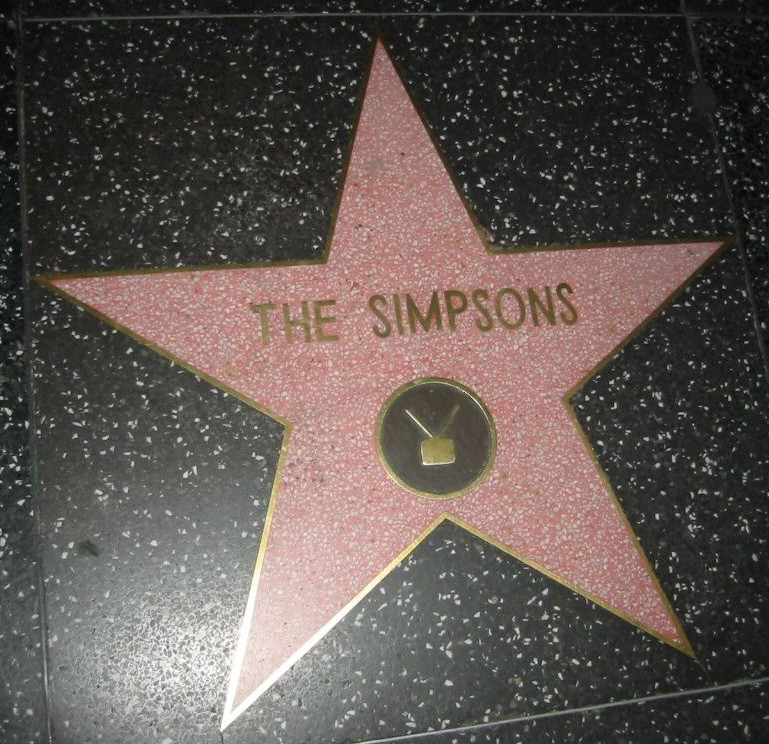
En 2000, a Bart y su familia les dedicaron una estrella en el paseo de la fama de Hollywood

En 1998, la revista Time puso a Bart en el puesto 46 de las 100 personas más influyentes del siglo XX, siendo el único personaje de ficción de la lista. Previamente ya había aparecido en la portada de la edición del 31 de diciembre de 1990. Tanto Bart y Lisa se posicionaron en el decimoprimer puesto en la lista de los «50 mejores personajes de dibujos animados de todos los tiempos». En 1990, revista Entertainment Weekly nombró a Bart el «artista del año» puntualizando que «Bart ha demostrado ser un rebelde y un buen chico, un peligro que se puede asustar fácilmente y un tarado que nos sorprende tanto a nosotros como a él mismo con serias muestras de valor».
En la 44 edición de los premios Emmy de máxima audiencia, Cartwright ganó un premio Emmy por la voz de doblaje más destacada en horario de máxima audiencia con por su interpretación de Bart en el capítulo Separate Vocations de la tercera temporada. Ella compartió el premio con los otros cinco actores principales que trabajan con ella en la serie. En 1995, Cartwright ganó un premio Annie por su «interpretación en el campo de la animación» por su representación de Bart en un episodio. En el 2000, Bart y el resto de la familia fueron galardonados con una estrella en el paseo de la fama de Hollywood, localizado en el 7021 del Hollywood Boulevard.
En 1991, Bill Cosby describió a Bart como un mal ejemplo a seguir para los niños, quien estaba «furioso, confuso y frustrado». En sardónica respuesta, Matt Groening confirmó que «esto describe perfectamente a Bart. Mucha gente se esfuerza en ser normal y él piensa que ser normal es muy aburrido, por lo que hace las cosas que el resto de la gente no se atreve a hacer.»

## Influencia cultural
Las frases más famosas y recurrentes de Bart, «Ay, caramba!», «Don't have a cow, man!» y «Eat my shorts!», aparecieron en numerosas camisetas al principio de la emisión de la serie. Las dos últimas expresiones rara vez se han vuelto a oír en la serie desde que se hicieron tan famosas con la comercialización de la serie, y el uso de todas ellas en general han disminuido considerablemente en las últimas temporadas. El humor basado en el uso de coletillas cómicas ha sido un tema de mofa en el episodio Bart Gets Famous en el que Bart se hace famoso en el show de Krusty por decir la frase «I didn't do it» que apenas se había oído antes o después del episodio.
Durante las primeras temporadas, Bart era el personaje principal y rebelde que normalmente se solía librar de recibir castigo alguno por sus travesuras, cosa que llevó a padres y conservadores a describirlo como un pobre modelo para los niños. En su tiempo, el presidente vigente George H. W. Bush dijo que «seguiría intentando reforzar el modelo de familia americana, haciendo que se parezca mucho más a los Walton y mucho menos a los Simpson». Algunos colegios estadounidenses llegaron a prohibir que los niños llevaran camisetas de Los Simpson en especial una en la que salía Bart acompañado de un titular que pregonaba «Underachiever... And proud of it, man!» («Persona que no rinde...¡y orgulloso de ello, tío!»). A pesar de la prohibición, los productos comerciales de Los Simpson se vendieron muy bien generando hasta dos mil millones de dólares americanos durante los primeros catorce meses que salieron al mercado.

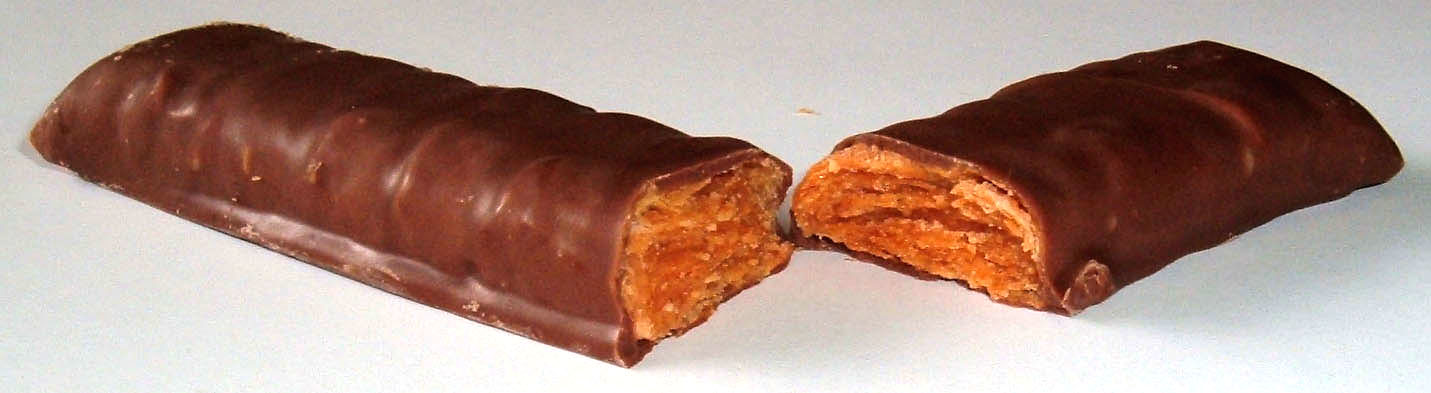
Bart figuró en algunos de los comerciales para televisión de la chocolatina Butterfinger, cosa que se ha parodiado en la serie

Bart es el personaje más de moda de Los Simpson en objetos como camisetas, calcomanías para coches e incluso arte callejero. Bart, junto a otros personajes, ha aparecido en numerosos anuncios de televisión para las barritas de chocolate Butterfinger (literalmente: dedo de mantequilla) de Nestlé del 1990 al 2001, con el eslogan «Nobody better lay a finger on my Butterfinger!» («mejor que nadie ponga un dedo sobre mi Butterfinger», un pareado que no se puede mantener en la traducción al español). Esta asociación fue parodiada en el episodio Barting Over, donde Bart descubre que cuando era bebé, había participado en un comercial televisivo, e irónicamente el chico exclama que no recuerda haber hecho ningún anuncio mientras se come un Butterfinger (un chiste que, en los países donde no se había comercializado este producto, solo se pudo entender con la llegada de las colecciones de las temporadas de los Simpson en DVD que contenían como extras estos spots publicitarios). En 2001, Kelloggs lanzó una marca de cereales llamada «Bart Simpson Peanut Butter Chocolate Crunch» (los crujientes cacahuetes chocolateados con mantequilla de Bart Simpson), que estuvieron a la venta por un tiempo limitado.